# Andrew Rannells
Andrew Scott Rannells, född 23 augusti 1978 i Omaha i Nebraska, är en amerikansk sångare och skådespelare som verkat i såväl musikaler, teaterpjäser, TV-serier och film.
Rannells medverkade i Broadway-uppsättningen av The Book of Mormon vilket gav honom en Tony-nominering för Bästa manliga huvudroll i en musikal. För sin medverkan i soundtracket till musikalen vann han en Grammy Award för Bästa musikalalbum. Andra Broadwaypjäser han medverkat i är Jersey Boys, Hairspray och Falsettos (2016) där han spelar rollen som Whizzer Brown.
Sedan 2012 medverkar Rannells i TV-serien Girls som karaktären Elijah. Han spelade också rollen som  Bryan Collins i The New Normal år 2012-2013. 2012 medverkade han i långfilmen Möhippan.